# Abylopsis eschscholtzii
Abylopsis eschscholtzii is een hydroïdpoliep uit de familie Abylidae. De poliep komt uit het geslacht Abylopsis. Abylopsis eschscholtzii werd in 1859 voor het eerst wetenschappelijk beschreven door Huxley. 